# Antônio José de Melo e Sousa
Antônio José de Melo e Sousa (Nísia Floresta, 24 de dezembro de 1867 — Recife, 5 de julho de 1955) foi um político brasileiro.
Foi presidente do Rio Grande do Norte e senador durante a República Velha. Também foi ficcionista e era mais conhecido pelo seu pseudônimo Polycarpo Feitosa. Como intelectual, ele foi escritor, jornalista, poeta, historiador, contista e romancista. A sua atuação maior, contudo, foi como contista e romancista. Alguns de seus livros: "Flor do Sertão" (1928), "Gizinha" (1930) e "Alma Bravia" (1934).